# Kрајински књижевни клуб
Kрајински књижевни клуб је удружење са седиштем у Неготину, које окупља ствараоце са подручја Тимочке и Неготинске Kрајине али и све оне који су инспиративно везани за Kрајину и који желе да сарађују на пољу књижевности, уметности и културе.
Основано је 1981. године када је носило назив Kњижевна Омладина Општине Неготин (КООН). Након краћег застоја у раду деведесетих година, обновљено је и од 2008. године носи име данашње име.

## Часопис „Буктиња”
Од 1985. године кроз своју издавачку делатност удружење објављује часопис за књижевност, уметност и културу „Буктиња”. Часопис се најпре појавио као лист средњошколских литерарних дружина 1954. године са четири броја, 1955. године као часопис за уметност и културу са једним бројем. Од 2008. године часопис „Буктиња” излази четири пута годишње. Његов подлистак-кутак за децу и омладину „Пламичак” једном годишње.

## Активности
- штампа и промоција часописа за књижевност, уметност и културу „Буктиња”, подлистак-кутак за децу и омладину „Пламичак”,[3]
- додељивање књижевне награде „Песничке руковети”, установљена 1984. године,
- организовање сусрета са писцима, организовање књижевних скупова,
- организационо-логистичка и техничка подршка нашим члановима, помоћ око објављивања књига и других публикација,[4]
- промотивна подршка члановима посредством трибина и промоција, комуникације са медијима,
- учешће у хуманитарним акцијама прикупљања књига, часописа и осталих публикација.